# Anastrepha megacantha
Anastrepha megacantha är en tvåvingeart som beskrevs av Zucchi 1984. Anastrepha megacantha ingår i släktet Anastrepha och familjen borrflugor. Inga underarter finns listade i Catalogue of Life.